# 이렌느 프랭클린

이렌느 프랭클린(Irene Franklin, 1876년 1월 1일 ~ 1941년 1월 1일)은 미국의 배우, 연극 배우, 영화배우이다.

## 영화
- 사라토가 (1937년)
- 캣 앤 더 피들 (1934년)